# Nedbank Cup 2024-2025
La Nedbank Cup 2024-2025 è stata la 53ª edizione della coppa nazionale sudafricana di calcio, la 18ª sponsorizzata da Nedbank. La competizione è iniziata il 24 gennaio 2025 ed è terminata con la finale il 10 maggio 2025. Il vincitore della competizione ha ottenuto la qualificazione per la Coppa della Confederazione CAF 2025-2026.
La squadra campione in carica era l'Orlando Pirates, che vinse la sua decima coppa nazionale nell'edizione 2023-2024. La competizione è stata vinta dal Kaizer Chiefs, alla sua quattordicesima coppa nazionale.

## Calendario
Il programma del torneo è il seguente.
| Turno                | Incontri                   |
| -------------------- | -------------------------- |
| Sedicesimi di finale | 24-29 gennaio 2025         |
| Ottavi di finale     | 12 febbraio - 2 marzo 2025 |
| Quarti di finale     | 8-28 marzo 2025            |
| Semifinali           | 13 aprile 2025             |
| Finale               | 10 maggio 2025             |

## Sedicesimi di finale
A questo turno prendono parte le vincenti di un preliminare tra 8 squadre della National First Division e 8 della Second Division, alle quali si uniscono 16 squadre della Premiership.
| Squadra 1             | Risultato | Squadra 2            |
| --------------------- | --------- | -------------------- |
| 24 gennaio 2025       |           |                      |
| Pretoria Callies      | 0 – 1     | Marumo Gallants      |
| 25 gennaio 2025       |           |                      |
| Golden Arrows         | 1 – 2     | Chippa United        |
| Umvoti                | 0 – 3     | Baroka               |
| Venda                 | 1 – 3     | Cape Town Spurs      |
| Lerumo Lions          | 0 – 2     | Durban City          |
| M. Sundowns           | 5 – 2     | Sibanye Golden Stars |
| 26 gennaio 2025       |           |                      |
| Richards Bay          | 1 – 3     | Orlando Pirates      |
| Mpheni Home Defenders | 3 – 1     | Hungry Lions         |
| Polokwane City        | 1 – 0     | The Bees             |
| Kaizer Chiefs         | 4 – 0     | Free Agents          |
| 27 gennaio 2025       |           |                      |
| Royal AM              | –         | Milford              |
| Sekhukhune United     | 2 – 0     | Cape Town City       |
| 28 gennaio 2025       |           |                      |
| AmaZulu               | 5 – 1     | Mighty Eagles        |
| Stellenbosch          | 2 – 1     | Kruger Utd           |
| Magesi                | 0 – 2     | SuperSport Utd       |
| 29 gennaio 2025       |           |                      |
| TS Galaxy             | 7 – 0     | Vasco da Gama        |

## Ottavi di finale
| Squadra 1        | Risultato | Squadra 2             |
| ---------------- | --------- | --------------------- |
| 12 febbraio 2025 |           |                       |
| SuperSport Utd   | 2 – 1     | Cape Town Spurs       |
| 13 febbraio 2025 |           |                       |
| Stellenbosch     | 2 – 0     | Polokwane City        |
| 14 febbraio 2025 |           |                       |
| Durban City      | 2 – 1     | TS Galaxy             |
| 15 febbraio 2025 |           |                       |
| Orlando Pirates  | 3 – 1     | Baroka                |
| Kaizer Chiefs    | 3 – 0     | Chippa United         |
| Marumo Gallants  | 1 – 0     | AmaZulu               |
| 16 febbraio 2025 |           |                       |
| M. Sundowns      | 2 – 0     | Mpheni Home Defenders |
| 2 marzo 2025     |           |                       |
| Milford          | 1 – 2     | Sekhukhune United     |

## Quarti di finale
| Squadra 1      | Risultato       | Squadra 2         |
| -------------- | --------------- | ----------------- |
| 8 marzo 2025   |                 |                   |
| SuperSport Utd | 2 – 2 (4-5 dtr) | Orlando Pirates   |
| Stellenbosch   | 1 – 3           | Kaizer Chiefs     |
| 9 marzo 2025   |                 |                   |
| Durban City    | 0 – 0 (1-4 dtr) | Marumo Gallants   |
| 28 marzo 2025  |                 |                   |
| M. Sundowns    | 1 – 0 (dts)     | Sekhukhune United |

## Semifinale
| Squadra 1       | Risultato | Squadra 2       |
| --------------- | --------- | --------------- |
| 13 aprile 2025  |           |                 |
| Orlando Pirates | 1 – 0     | Marumo Gallants |
| M. Sundowns     | 1 – 2     | Kaizer Chiefs   |

## Finale
| Durban 10 maggio 2025, ore 15:30                                   | Kaizer Chiefs | 2 – 1 referto | Orlando Pirates | Moses Mabhida Stadium |
| \| \| \| \| \| Sirino 16’ Maart 80’ \| Marcatori \| 21’ Makgopa \| |               |               |                 |                       |
|                                                                    |               |               |                 |                       |
| Sirino 16’ Maart 80’                                               | Marcatori     | 21’ Makgopa   |                 |                       |